# M17 (Amateurfunk)
M17 ist ein digitales Übertragungsverfahren für den Amateurfunk, das von Wojciech Kaczmarski, SP5WWP, und weiteren Funkamateuren entwickelt wurde. M17 ist in erster Linie für die digitale Sprachkommunikation im UKW-Bereich und höheren Frequenzen konzipiert.

## Übersicht

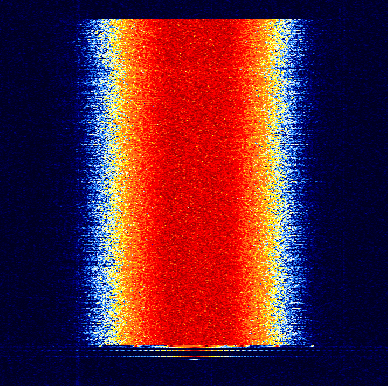
Spektrogramm des M17-Übertragungsverfahrens. Die Zeit verläuft auf der vertikalen Achse, von unten nach oben. Zu Beginn der Übertragung ist eine 40 Millisekunden lange Präambel zu sehen.

M17 benutzt ein 4FSK-Modulationsverfahren mit einer Baudrate von 4800 Bd. Dabei wird ein Root-Nyquist-Filter auf den Bitstrom angewendet. Die Kanäle sind 9 kHz breit, und es wird das übliche Kanalraster von 12,5 kHz eingesetzt. Die Bruttodatenrate liegt bei 9600 Bits pro Sekunde, die tatsächliche Datenübertragung bei 3200. Das Übertragungsverfahren erlaubt neben der Sprachübertragung auch den Transport von weiteren Daten, wie zum Beispiel Positionsdaten. Das Verfahren wurde bereits erfolgreich über die geostationären Satelliten EchoStar XXI und QO-100 übertragen. M17 wurde mit dem ARRL Technical Innovation Award ausgezeichnet und erhielt außerdem einen Zuschuss von der Amateur Radio Digital Communications. Die Spezifikation des Protokolls ist unter der GNU General Public License veröffentlicht.

## Sprachkodierung
M17 verwendet den Sprachcodec Codec 2, welcher von David Rowe und weiteren Funkamateuren speziell für Amateurfunk und andere Sprachanwendungen mit hoher Kompression entwickelt wurde. M17 unterstützt sowohl 3200 Bit pro Sekunde (volle Rate) als auch 1600 Bit pro Sekunde (halbe Rate).

## Fehlerkorrektur
Zur Fehlerkorrektur werden drei Methoden verwendet: binäre Golay-Codes, punktierte Faltungscodes und Bit-Interleaving.
Zusätzlich werden die Datenbits vor der Übertragung mit einem vordefinierten dekorrelierenden Pseudozufallsstrom XOR-verknüpft. Dadurch wird sichergestellt, dass es möglichst viele Symbolübergänge im Basisband gibt.

## Funkgeräte und Anbindungen
Die Funkgeräte TYT MD-380, MD-390 und MD-UV380 können mit einer angepassten kostenlosen Open-Source-Firmware geflasht werden, um M17-Unterstützung zu ermöglichen. Weiterhin bestehen Verbindungen zu DMR und System Fusion. Zugangsknoten und Repeater können über Reflektoren verbunden werden. Weltweit gibt es über 100 M17-Reflektoren (Stand Januar 2022).